# Lamponidae
Die Lamponidae bilden eine Familie innerhalb der Ordnung der Webspinnen, die in Ozeanien verbreitet ist. Es handelt sich um kleine bis große Echte Webspinnen (Araneomorphae) mit nachtaktiver und nomadischer Biologie. Zu den Lamponidae zählen auch die Weißschwanzspinnen (Lampona), die nicht selten für Bisse mit Nekrosen als Folge verantwortlich gemacht werden, obgleich sich dies bereits widerlegen ließ.

## Merkmale

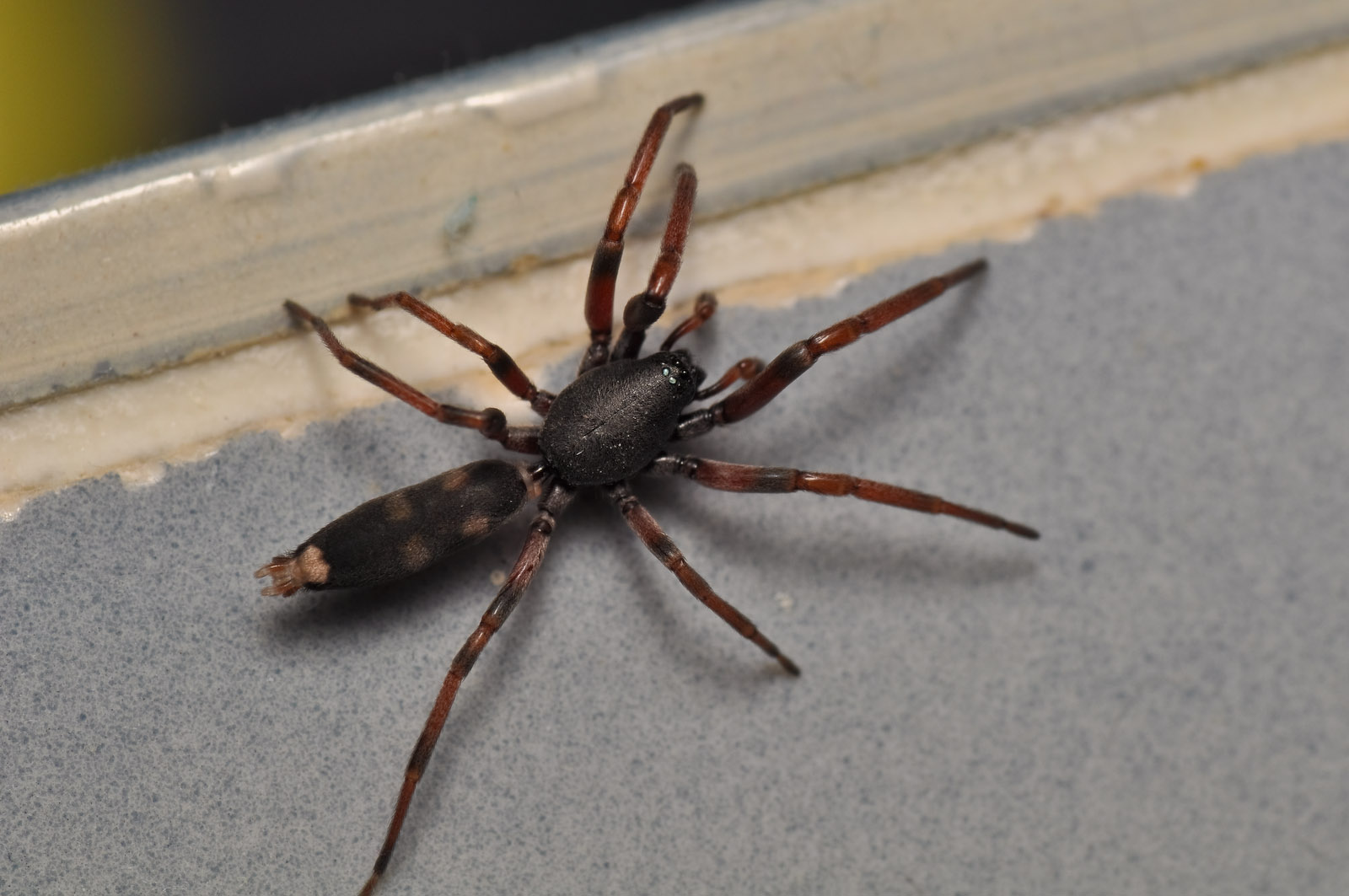
Männchen aus der Familie der Lamponidae

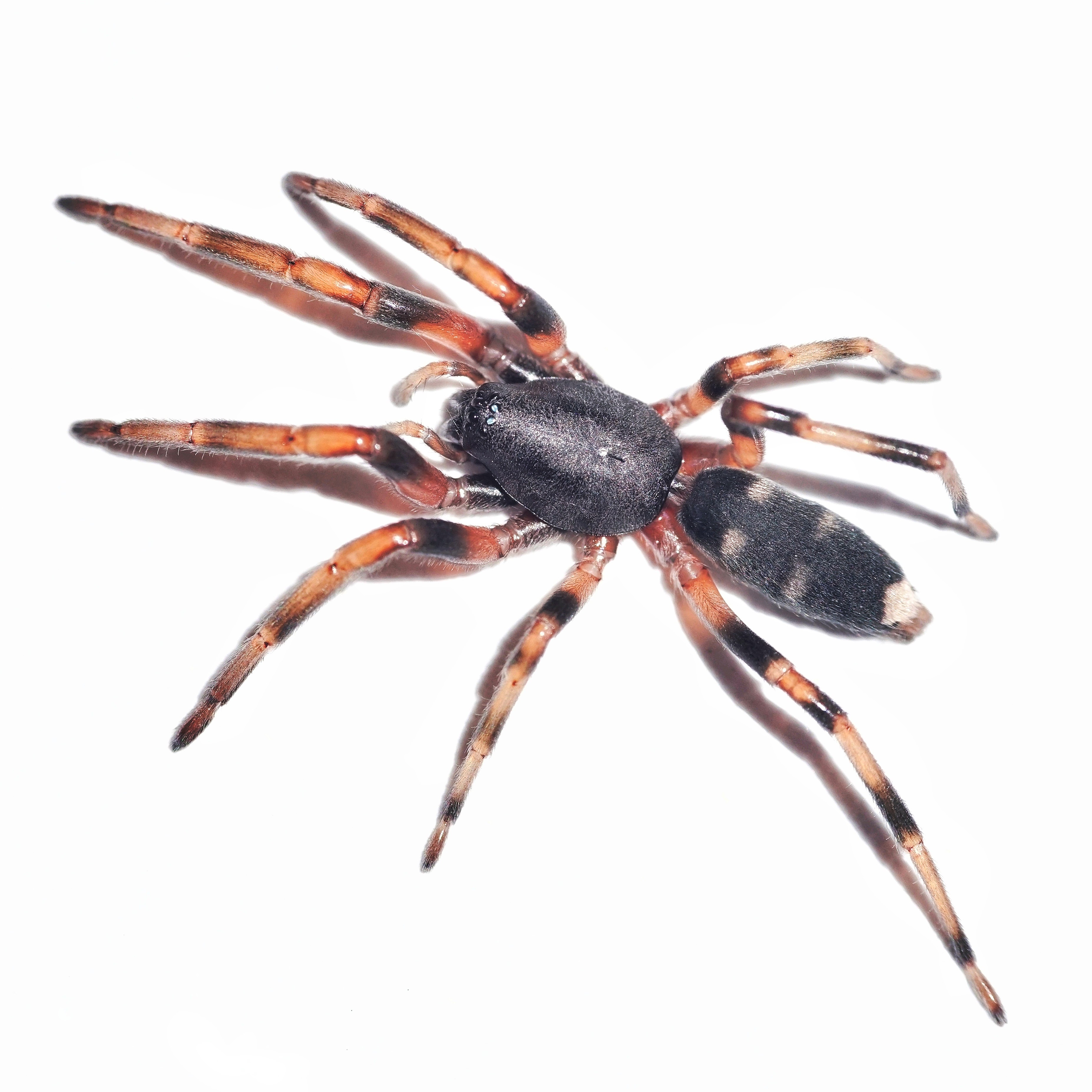
Dorsalansicht eines Weibchens aus der Familie der Lamponidae

Die Arten der Lamponidae sind mit einer Körperlänge von 1,3 bis 18 Millimetern kleine bis große Echte Webspinnen (Araneomorphae). Die Färbung des Carapax (Rückenschild des Prosomas, bzw. Vorderkörpers) reicht von blassorange bis dunkelrötlichschwarz und das Opisthosoma (Hinterleib) weist verschiedene Grautöne sowie eine im Regelfall blasse Musterung auf. Das Scutum (sklerotisierte Platte auf dem Opisthosoma) hat ein blasses bis dunkelorangenes oder braunes Erscheinungsbild.
Der eiförmige Carapax ist bei einigen Vertretern der Familie leicht konvex verlaufend und verglichen mit denen anderer Spinnen eher flach gebaut. Er kann jedoch auch annähernd quadratisch gebaut und stark erhöht sein. Die Fovea (An die Muskeln des Saugmagens ansetzende Einkerbung) ist stark ausgeprägt. Die acht Augen sind wie bei den meisten Spinnen je zu viert in zwei Reihen gegliedert. Dabei sind die Augen der anterioren (vorderen) Reihe von runder Beschaffenheit und dunkler Gestalt, während die posterior medianen abgeflacht sind und ein variables Erscheinungsbild aufweisen können.
Die kurzen und kräftigen Cheliceren (Kieferklauen) besitzen am anterioren Rand oftmals eine Bezahnung, die dem posterioren im Regelfall fehlt. Die Klauenglieder besitzen basal (an der Basis gelegen) bei den meisten Gattungen mehrere modifizierte Setae (chitinisierte Haare). Das Chilum (Skleritan der Basis der Cheliceren unter dem Clypeus, bzw. dem Abschnitt zwischen den anterioren Augen und dem Rand des Carapax) ist eher klein und triangulär geformt sowie mit dem Carapax verwachsend oder gänzlich zurückgebildet. Bei Vorhandensein des regulären Chilums schließt sich an dieses bei einer Chelicere jeweils posterior ein weiteres Chilum an. Die Maxillae (umgewandelte Coxen, bzw. Hüftglieder der Pedipalpen) haben – im Falle der Unterfamilie der Lamponinae – eine viereckige oder eine unregelmäßige Umrandung und sind in schiefer Richtungslage abgesenkt. Ferner befindet sich eine auffällige Furche an der medianen (mittleren) marginalen (randseitigen) Fläche, was jedoch nicht bei der Unterfamilie der Pseudolamponinae der Fall ist. An den Maxillen befinden sich Serrulae (Putzkämme). Das Sternum (Brustschild des Prosomas) hat eine eiförmige Erscheinung und eine abgerundete  Spitze. Es ist außerdem entweder ganz flach oder lateral (seitlich) steil.
Die Beine sind prograd (rechtläufig) und meistens vergleichsweise kurz und kräftig gebaut. Die Beinformel (absteigende Längenformel der Beinpaare) lautet wie bei den meisten Spinnen 4-1-2-3. Die Bestachelung der Beine ist oftmals reduziert oder fehlt ganz. Die Trochanter (Schenkelringe) weisen anders als bei anderen Spinnen keine oder nur eine gering ausgeprägte Einkerbung aus. Die Tarsen (Fußglieder) besitzen für gewöhnlich Scopulae (Haftsetaebüschel), die bei den Tarsen des ersten und zweiten Beinpaars für gewöhnlich geteilt ist. An den Tarsen und Metatarsen (Fersengliedern) befinden sich Trichobothria (Tastsetae), deren Basen gezahnt sind. Die Tarsalorgane (kugelförmige Gruben an den Tarsen, die vermutlich der Wahrnehmung von Feuchtigkeit dienen) erscheinen verkapselt. Die Pedipalpen (umgewandelte Extremitäten im Kopfbereich) weisen an den Tarsen der weiblichen Tiere je eine kleine, geringfügig bezahnte Klaue und dorsal (oben) eine Ansammlung chemosensitiver Setae auf.
Das Opisthosoma hat eine ovale bis langgezogene Gestalt. Die Scuta sind von variabler Gestalt und können sowohl dorsal als auch ventral (unten) ausgebildet sein. Je nach Art sind die Scuta bei beiden Geschlechtern, nur bei den Männchen oder gar nicht vorhanden. Der Petiolus (Trennstiel zwischen Prosoma und Opisthosoma) ist bei einigen Arten röhrenförmig gebaut. An die Epigastralfurche (ventrale Querspalte am Opisthosoma) schließt sich posterior unmittelbar direkt daran ein Paar Sklerite (Hartteile) an. Für die Atmung dienen zwei Buchlungen, die an ein eher gering ausgebildetes Tracheensystem (verzweigtes Kanalsystem zur Luftversorgung) aus vier Kanälen angeschlossen sind. Die eher kleinen Stigmen (Atemöffnungen) befinden sich nahe der Spinnwarzen. Von denen sind die anterioren parallel angelegt, röhrenförmig gebaut und zumeist deutlich voneinander separiert. Ihr distales (von der Körpermitte entfernt liegendes) Segment ist jeweils zurückgebildet und erscheint als unvollendeter Ring. Die Glandulae piriformes (Spinndrüsen zum Herstellen reißfester Seide zur Verankerung) der anterioren Spinnwarzen sind bei den Lamponidae nicht vergrößert. Die posterior medianen Spinnwarzen haben bei der Unterfamilie der Centrothelinae je drei zylindrische glanduläre Spinndrüsen.

### Genitalmorphologische Merkmale
Die Pedipalpen der Männchen der Lamponidae verfügen an den Tibien (Schienen) über eine meist gut entwickelte retrolaterale (hinten seitliche) Apophyse (Fortsatz). Die Bulbi (männliche Geschlechtsorgane) sind konvex geformt. Das Tegulum (zweites und mittleres Sklerit, bzw. Hartteil) eines einzelnen Bulbus erscheint oft erweitert und dessen Embolus (drittes und letztes Sklerit) ist schlank sowie von variabler Länge. Die Epigyne (weibliches Geschlechtsorgan) hat bei den Lamponidae einen vergleichsweise einfachen Aufbau. Die zwei Spermatheken (Samentaschen) weisen selten ein bipartites (zweigeteiltes) Erscheinungsbild auf. Ihnen gehen im Falle einiger Vertreter sehr lange Eingangskanäle voraus.

### Differenzierungen von ähnlichen Familien
Die Lamponidae können mit den ähnlichen Cithaeronidae, den Gallieniellidae, den Trochanteriidae sowie mit den Plattbauchspinnen (Gnaphosidae) und den Langwarzenspinnen (Prodidomidae) verwechselt werden. Die Lamponidae haben im Gegensatz zu den drei erstgenannten Familien jedoch anterior laterale Spinnwarzen, die unsegmentiert sind. Von den Plattbauchspinnen und den Langwarzenspinnen können sie durch die sklerotisierte (verhärtete) Cuticula (Außenhaut des Exoskeletts bzw. Außenpanzers), die ringförmig an den Basalsegmenten der Spinnwarzen ausgebildet ist und bei den beiden anderen Familien lediglich die Erscheinung eines winzigen Halbmonds annimmt.

## Verbreitung und Lebensweise

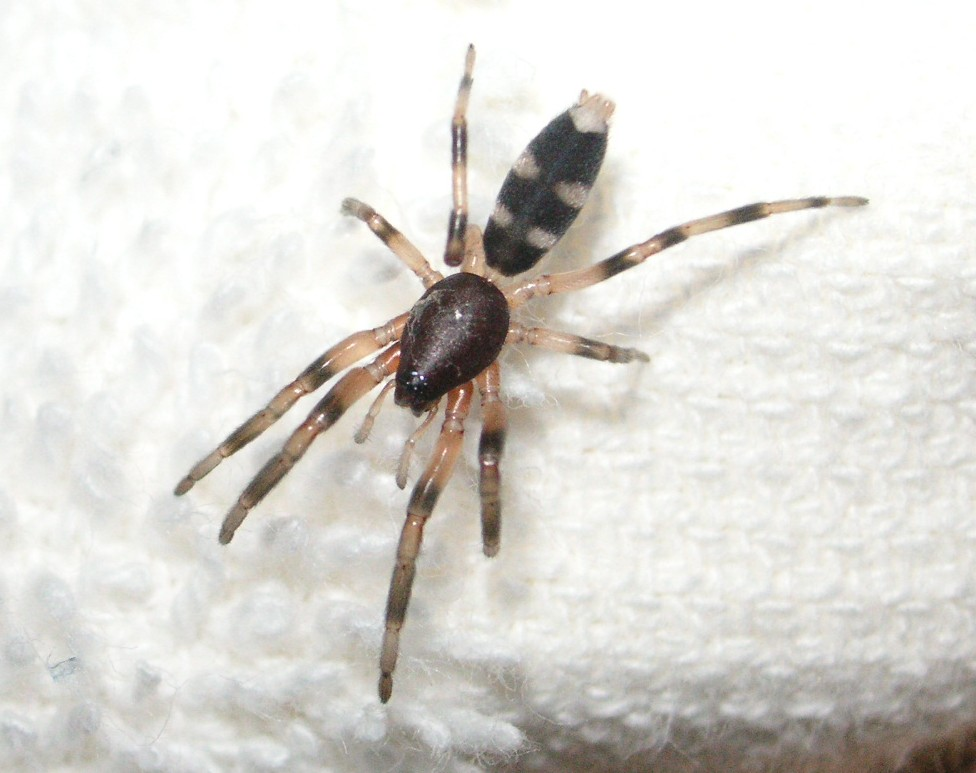
Weibchen aus der Familie der Lamponidae, gefunden in Australien.

Die Lamponidae sind in Australien, Neuseeland, Neuguinea und in Neukaledonien verbreitet. Der Verbreitungsschwerpunkt der Familie liegt jedoch im australischen Kontinent und vor allem in Australien selber. Eine der wenigen in Neuseeland vorkommenden Arten ist die dort eingeführte Weißschwanzspinne (Lampona cylindrata). In Neukaledonien kommt nur ein Vertreter der Familie vor. Auch wurden Arten der Lamponidae auf der Lord-Howe-Insel eingeschleppt.
Alle Arten der Lamponidae sind nomadisch lebend und nachtaktiv sowie überwiegend terrestrisch (bodenbewohnend). Die Weißschwanzspinne zeigt Tendenzen einer Synanthropie (Bevorzugung menschlicher Siedlungen). Einige Arten der Lamponidae erbeuten ausschließlich andere Spinnen und sind demnach stenophag (auf bestimmte Nahrung angewiesen). Die scheibenförmigen Eikokons werden auf festem Untergrund platziert.

## Angebliche Toxizität der Weißschwanzspinnen
Einige Arten der zur Familie der Lamponidae zählenden Gattung der Weißschwanzspinnen (Lampona) sollen beim Menschen Bisse mit schwerwiegenden Komplikationen einschließlich Nekrosen verursachen. Dies ließ sich jedoch nie bestätigen und bei nachgewiesenen von Vertretern dieser Gattung ausgehende Bisse blieben derartige Folgen aus.

## Systematik
Die Systematik der Familie der Lamponidae wurde seit ihrer 1893 von Eugène Simon durchgeführten Erstbeschreibung mehrmals geändert. Die Typusgattung der Familie ist die der Weißschwanzspinnen (Lampona).

### Beschreibungsgeschichte
Die Familie der Lamponidae wurde anfangs von Simon als Gruppe der Lampoeae beschrieben und setzte sich anfangs lediglich aus der damals 17 Arten umfassenden Gattung der Weißschwanzspinnen (Lampona) zusammen. Die Gruppe war somit monotypisch. Norman I. Platnick kam 1990 zu dem Entschluss, den wie die Lamponidae ebenfalls zur Überfamilie der Gnaphosoidea zählenden Familie der Plattbauchspinnen (Gnaphosidae) folgende Merkmale zuzuschreiben: Die Spinndrüsen der Glandulae piriformis an den anterior lateralen Spinnwarzen haben stark vergrößerte und verbreiterte Schäfte. Infolgedessen mussten drei der rund damals 115 Gattungen, die zuvor als dieser Familie zugehörig angesehen wurden, von dieser in eine andere transferiert werden. Zwei dieser Gattungen hatten Merkmale, die es ermöglichten, sie einer der Familie innerhalb der Gnaphosoidea zuzuordnen, doch erwies die Zuordnung zur austroasiatischen Gattung der Weißschwanzspinnen Probleme und Simons Gruppe der Lamponeae wurde 2008 von Platnick zur Familie der Lamponidae erhoben. Zeitgleich führte gleicher Autor eine Revision der Familie durch.

### Gattungen
Die Familie der Lamponidae setzt sich aus 192 Arten in 23 Gattungen zusammen. Die Gattungen sind:
- Asadipus Simon, 1897
- Bigenditia Platnick, 2000
- Centrocalia Platnick, 2000
- Centroina Platnick, 2002
- Centrothele L. Koch, 1873
- Centsymplia Platnick, 2000
- Graycassis Platnick, 2000
- Longepi Platnick, 2000
- Notsodipus Platnick, 2000
- Prionosternum Dunn, 1951
- Queenvic Platnick, 2000
- Weißschwanzspinnen (Lampona) Thorell, 1869
  - Weißschwanzspinne ((L. cylindrata), L. Koch, 1866)
- Lamponata Platnick, 2000
- Lamponega Platnick, 2000
- Lamponella Platnick, 2000
- Lamponicta Platnick, 2000
- Lamponina Strand, 1913
- Lamponoides Platnick, 2000
- Lamponova Platnick, 2000
- Lamponusa Platnick, 2000
- Platylampona Platnick, 2004
- Paralampona Platnick, 2000
- Pseudolampona Platnick, 2000

#### Synonymisierte Gattungen
3 Gattungen, die zuletzt zur Familie der Lamponidae zählten, wurden mit anderen innerhalb der Familie synonymisiert und verloren somit ihren Gattungsstatus. Diese einstigen Gattungen waren:
- Aristerus Simon, 1909 – Synonymisiert mit der Gattung Asadipus unter Platnick, 2000.
- Latona L. Koch, 1866 – Synonymisiert mit den Weißschwaznspinnen (Lampona) unter Thorell, 1869.
- Stratius Simon, 1898 – Synonymisiert mit der Gattung Centrothele unter Platnick, 2000.

#### Ersetzte Homonyme
2 Gattungen der Familie der Lamponidae hatten zuvor eine Bezeichnung, die mit denen anderer Gattungen identisch waren. Diese nun ersetzte Homonyme waren:
- Centrina Platnick, 2000 = Centroina
- Latona L. Koch, 1866 = Weißschwaznspinnen (Lampona)